# Búho real muerto

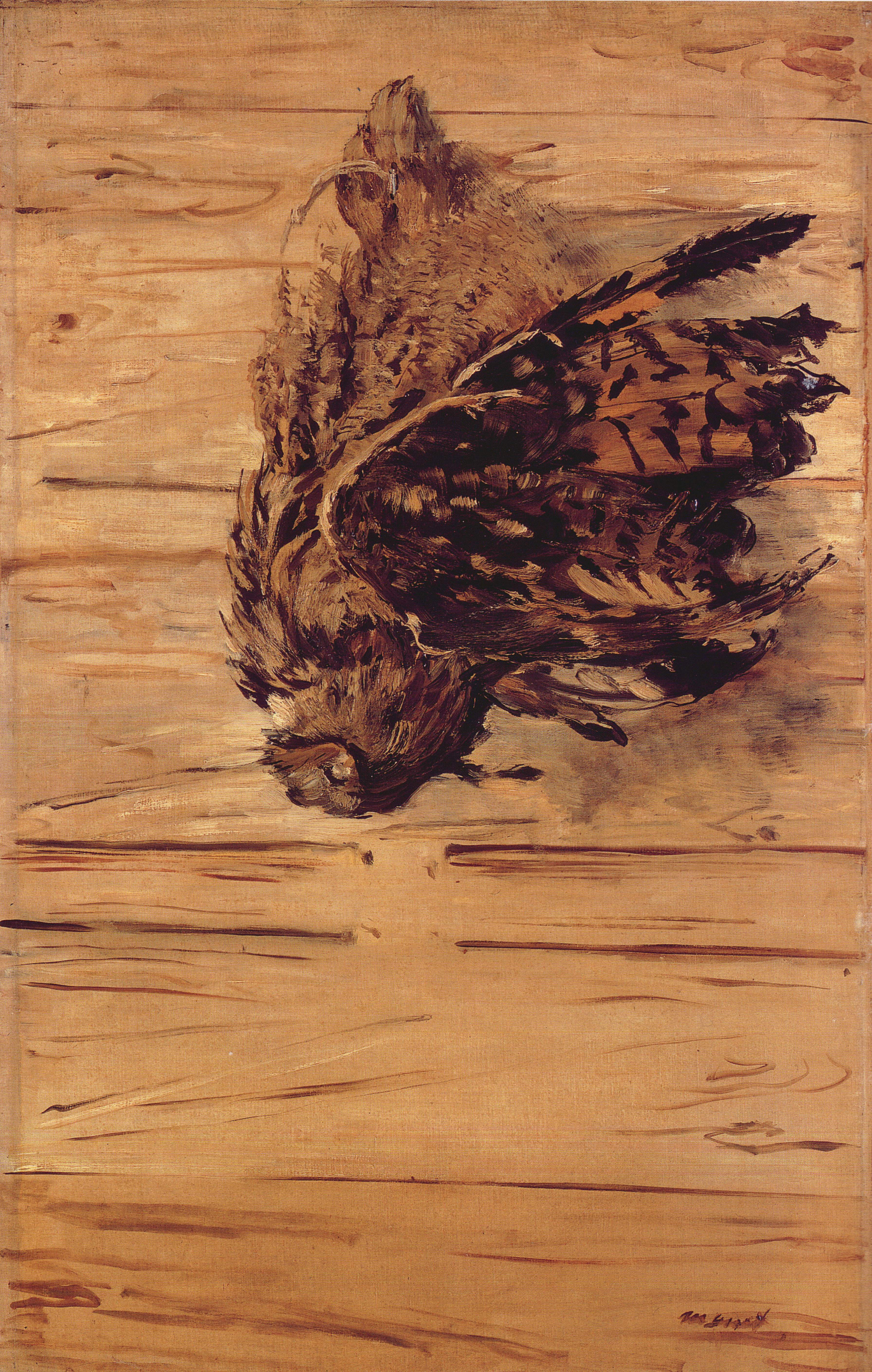
Búho real muerto
Édouard Manet, 1881
97 x 64 cm
Óleo sobre lienzo
Fundación de la colección E. G. Bührle, Zürich

Búho real muerto (en francés: Le Grand-duc) es el título de un cuadro de 1881 del pintor francés Édouard Manet. El cuadro de 97 × 64 cm, realizado en óleo sobre lienzo, muestra un búho real muerto que cuelga boca abajo en la pared de un tablero como trofeo de caza. La obra, que pertenece a una serie de cuatro bodegones de casi el mismo tamaño, fue pintada en 1881 durante una estancia en un balneario de Versalles, cuando Manet ya padecía una grave enfermedad. Los modelos de este trofeo de caza que simboliza la muerte se encuentran en la pintura francesa de bodegones del siglo XVIII y en los pintores holandeses del siglo XVII. El Búho real muerto es uno de los pocos bodegones de caza de la obra del artista. El cuadro pertenece a la Fundación de la colección E. G. Bührle, Zúrich.

## Descripción
El motivo del cuadro es un búho real colgado boca abajo en una pared de tablas. Entre las patas del animal muerto se puede ver un clavo en el que se encuentran los extremos atados de una pequeña cuerda. El trofeo de caza colgado está girado hacia la izquierda, de modo que el espectador ve casi exclusivamente el lado derecho del animal. Así, sólo se ve el ojo derecho del búho y el ala derecha oculta en gran medida la izquierda. Aunque la representación que hace Manet del trofeo de caza en este cuadro es "extremadamente pictórica-"impresionista"", muestra claramente los diferentes plumajes de las distintas partes del cuerpo. Las plumas de la cabeza, el tronco, las patas y las alas se distinguen entre sí por la forma, el color, el dibujo y la pincelada.
El pájaro muerto no está situado exactamente en el centro del cuadro, sino que ocupa las tres quintas partes superiores del mismo. Las dos quintas partes inferiores están dedicadas a representar exclusivamente las vetas de la madera. A la izquierda del pájaro también se aprecia claramente la veta de la pared del tablero, mientras que la zona de la derecha del cuerpo está parcialmente cubierta por las alas del animal y detrás hay una especie de efecto de sombra. A través de esta sombra implícita, se puede suponer una fuente de luz más allá del borde superior izquierdo de la imagen. Tanto la colocación del búho real en la parte superior del cuadro como el formato de retrato de la pintura refuerzan la impresión de que el animal está colgado. Debido a la ausencia de un entorno espacial, el cuadro puede adscribirse al estilo trompe-l'œil de la pintura de bodegones, popular desde Jacopo de'Barbari. La firma "Manet" se encuentra en la esquina inferior derecha.
En el cuadro, el pintor utilizó casi exclusivamente tonos marrones y negros para representar el animal, así como para la representación de la madera. Mientras que el búho real está representado predominantemente con pinceladas cortas y toques de color, los tablones de madera horizontales están representados con una pincelada larga cuyo movimiento ondulante subraya la veta de la madera. El estilo pictórico vivaz de Manet contrasta con el tema de un animal muerto. La historiadora del arte Ina Conzen describe el estilo pictórico de Manet de la siguiente manera: "Como variante moderna de un bodegón de caza, el motivo... parece sobrio y práctico, desprovisto de toda retórica. Como pintura, la explotación sensual de las cualidades materiales de las cosas -la caracterización plumosa de la criatura maltratada y el grano acentuado de la pared de tablas- habla de manera directa".

## Vida de Édouard Manet

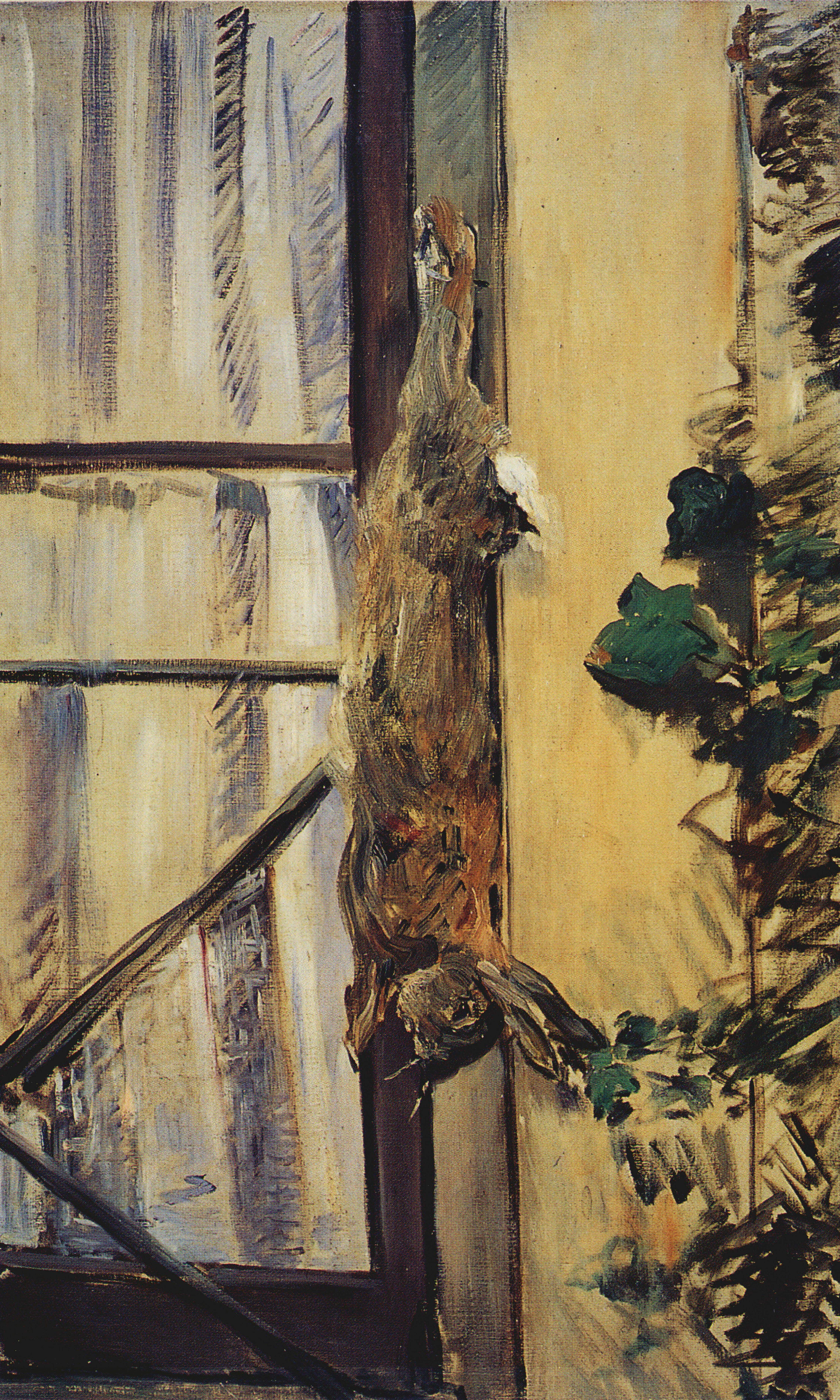
Édouard Manet: El conejo, creada en paralelo al Búho real muerto en Versalles en 1881.

Édouard Manet sufría las consecuencias de la sífilis desde finales de la década de 1870. En los años que precedieron a su muerte, en 1883, se vio especialmente afectado por una parálisis en la pierna izquierda, que no sólo le dificultaba caminar, sino que le impedía permanecer de pie durante largos periodos de tiempo. Para aliviar estos síntomas, a partir de 1879 Manet pasó varios meses al año en un balneario ubicado en los alrededores de París. Para ello alquiló una casa en Bellevue entre 1879 y 1880 y en Rueil en 1882. Pasó los meses que van de finales de junio a octubre de 1881 en una casa de la avenida de Villeneuve-l'Étang n.º 20 de Versalles. El cuadro Búho real fue pintado durante esta época. En una carta al poeta Stéphane Mallarmé, fechada el 30 de julio de 1881, Manet señalaba: "No tengo ningún modelo y, sobre todo, ninguna imaginación", y además, "no estoy satisfecho con mi salud desde que estoy en Versalles". El 23 de septiembre de 1881, escribe a la pintora Eva Gonzalès sobre su estancia en Versalles: "Al igual que usted, por desgracia, tuvimos que soportar un tiempo terrible. Creo que aquí ha estado lloviendo durante un buen mes y medio. Así que yo, que he venido a hacer estudios en el parque diseñado por Lenôtre, he tenido que contentarme con pintar mi jardín, que es el más horrible de todos. Unas cuantas naturalezas muertas, y eso es todo lo que llevaré conmigo".
Dado que estar de pie le causaba un considerable dolor, durante su estancia en Versalles se concentró en pinturas de pequeño formato que podía ejecutar sentado. Así, el cuadro "El banco del jardín" y el boceto al óleo "Toro en la pradera" fueron creados en Versalles, así como una serie de cuatro bodegones de casi el mismo tamaño. Además del "Búho real muerto", esta serie incluía "La liebre", "La Enredadera de campo y capuchina" y "Ángulo de jardín". En el cuadro La liebre, la mitad izquierda del cuadro quedó sin terminar y de los dos motivos de jardín de esta serie sólo se pintaron bocetos. Sólo el Búho real muerto fue firmado por Manet y, por tanto, se considera una obra terminada.

## Modelos franceses u holandeses
Aunque no hay pruebas de un modelo directo para el cuadro, se sugieren algunas posibilidades de inspiración. Se sabe, por ejemplo, que Manet visitaba regularmente el Louvre cuando era niño con su tío Edmond Fournier. Siguió estudiando la pinacoteca durante su formación e incluso en años posteriores buscó repetidamente la inspiración en ella. Así pues, Manet estaba muy familiarizado con la pintura francesa de bodegones expuesta en el Louvre. Ya en 1866, en el cuadro "El conejo", Manet había hecho referencia directa al cuadro de Jean Siméon Chardin "Conejo con accesorios de caza", pintado hacia 1727. La representación de aves como trofeos de caza se encuentra en la pintura francesa no sólo de Chardin, sino también de Jean-Baptiste Oudry y François Desportes. El Ánade real con naranja amarga, de Chardin, colgado en una pared, y el Bodegón con tres pájaros muertos, grosellas, cerezas e insectos, de Oudry, son ejemplos de modelos franceses en los que Manet podría haber basado el Búho real muerto.

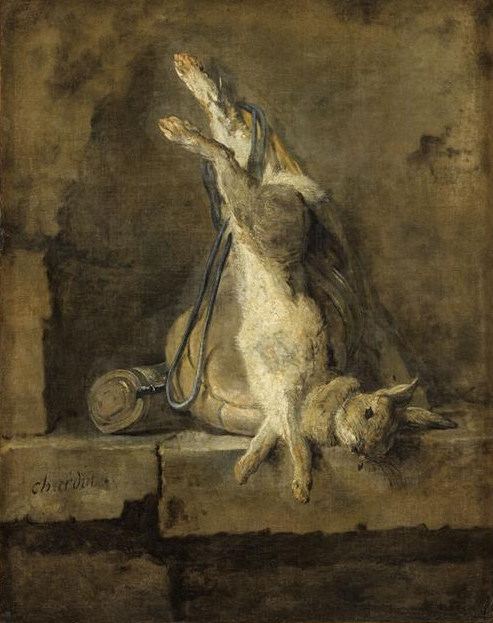
Jean Siméon Chardin: Conejo muerto y equipo de caza (1727).

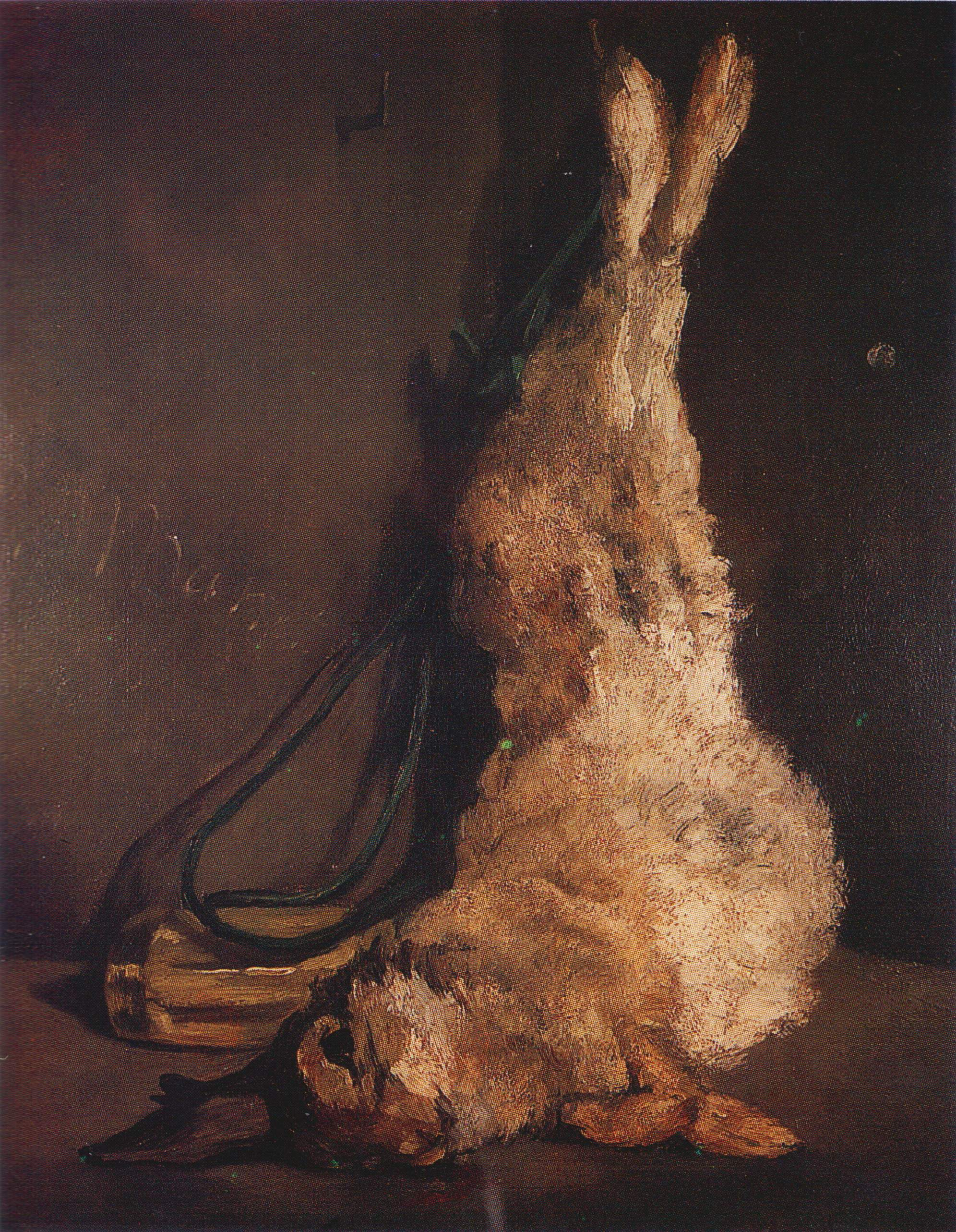
Édouard Manet: El conejo (1866).

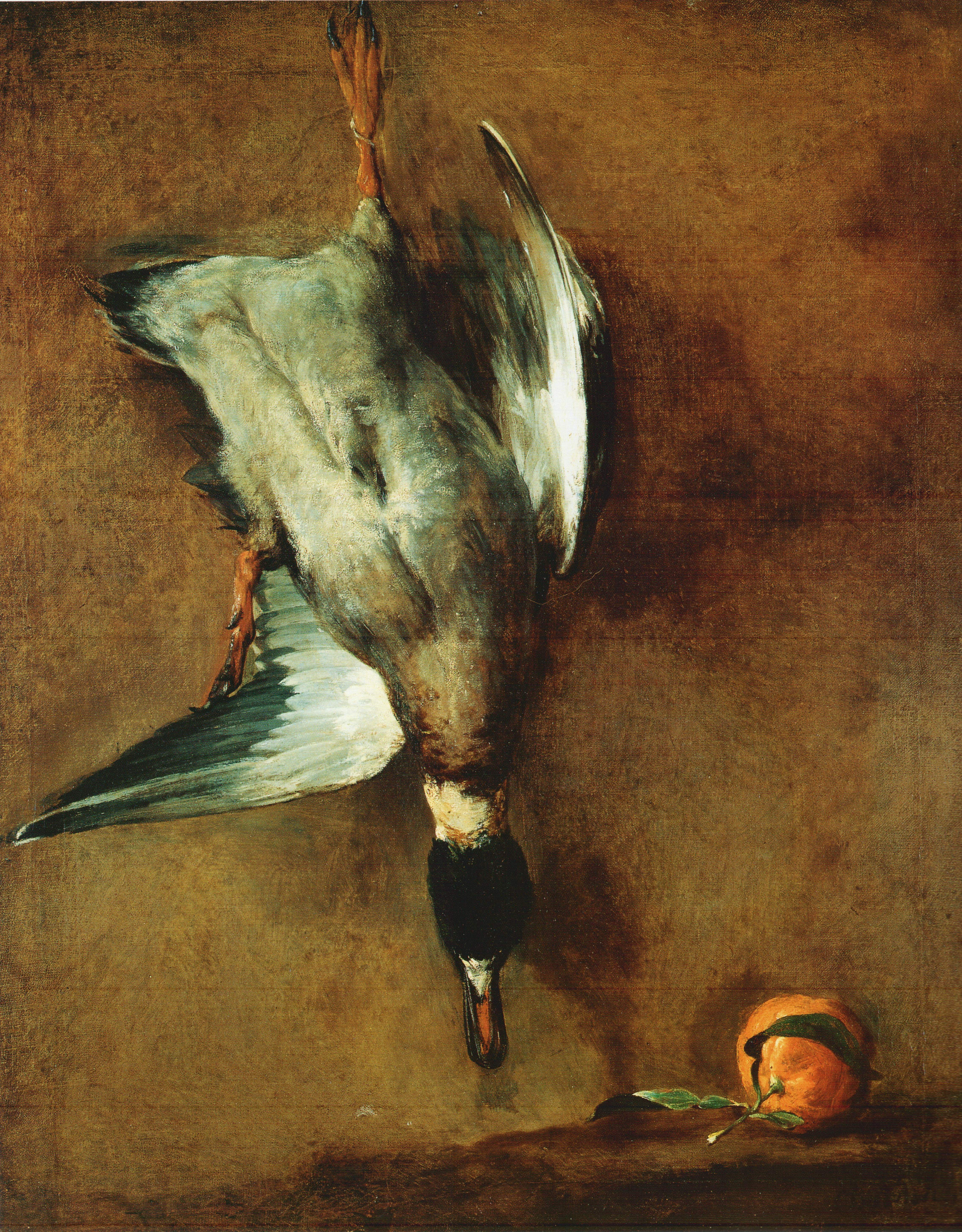
Jean Siméon Chardin: Un pato colgado en una pared con una naranja (1730).

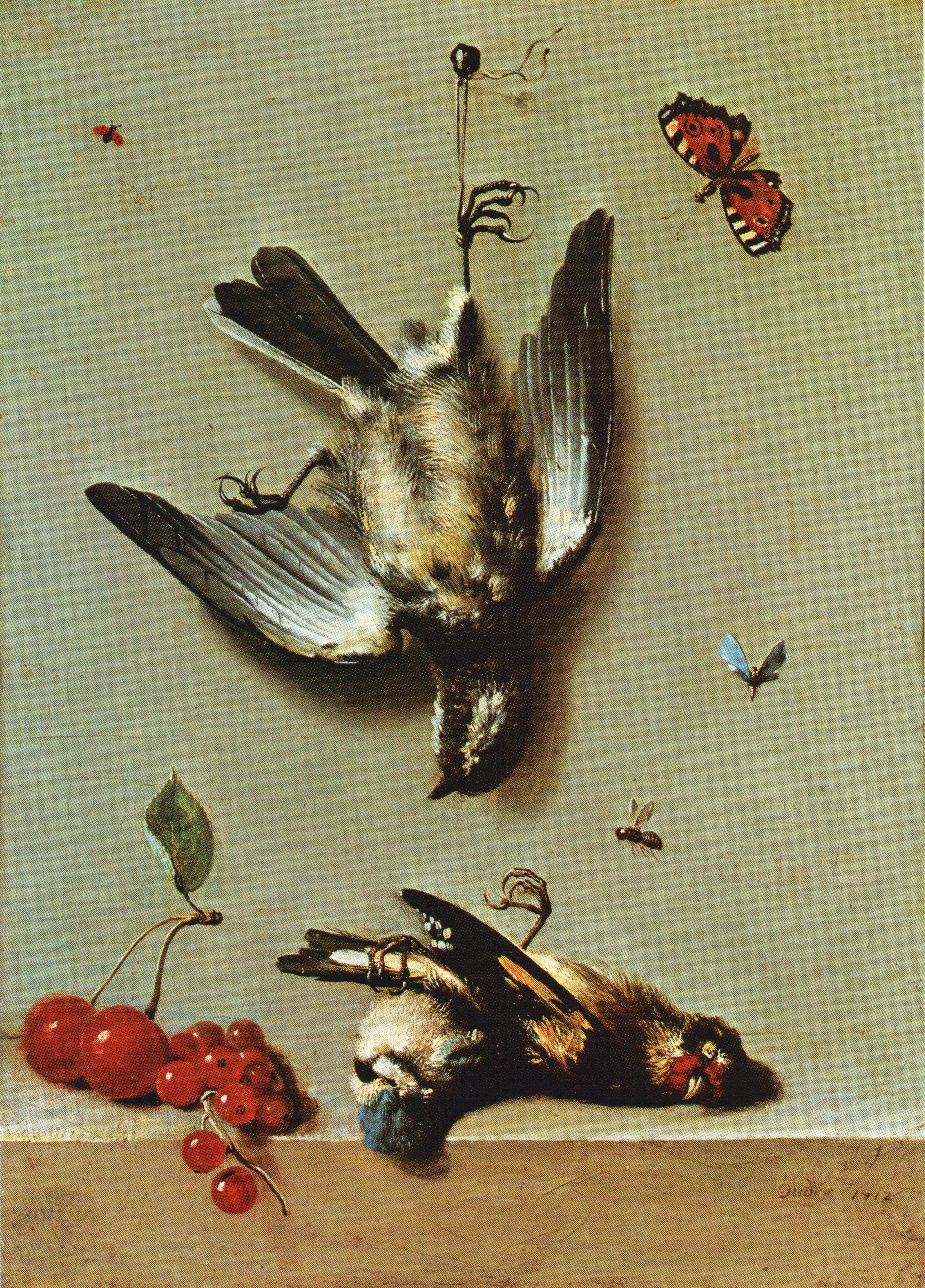
Jean-Baptiste Oudry: Bodegón con tres pájaros muertos, grosellas, cerezas e insectos (1727).

Los historiadores del arte consideran las obras holandesas como modelos del búho real, además de las obras francesas. Manet, que estaba casado con una mujer de origen holandés, había visitado varias veces la patria de su esposa y también había visitado los museos de allí en esas ocasiones. Entre los posibles modelos holandeses del búho real muerto se encuentra el cuadro "La perdiz muerta", de Jan Baptist Weenix, que se encuentra en la Mauritshuis de La Haya. En cambio, el antiguo director general de los Museos Estatales de Berlín, Leopold Reidemeister, vio la "fuente más convincente" del búho real muerto en el cuadro "Gallo muerto" de Melchior d'Hondecoeter. Sin embargo, en 1872, durante el último viaje de Manet a los Países Bajos, este cuadro seguía siendo de propiedad privada y no fue adquirido por el Museo Real de Bellas Artes de Bruselas hasta 1877, por lo que no está demostrado que Manet conociera realmente este cuadro.

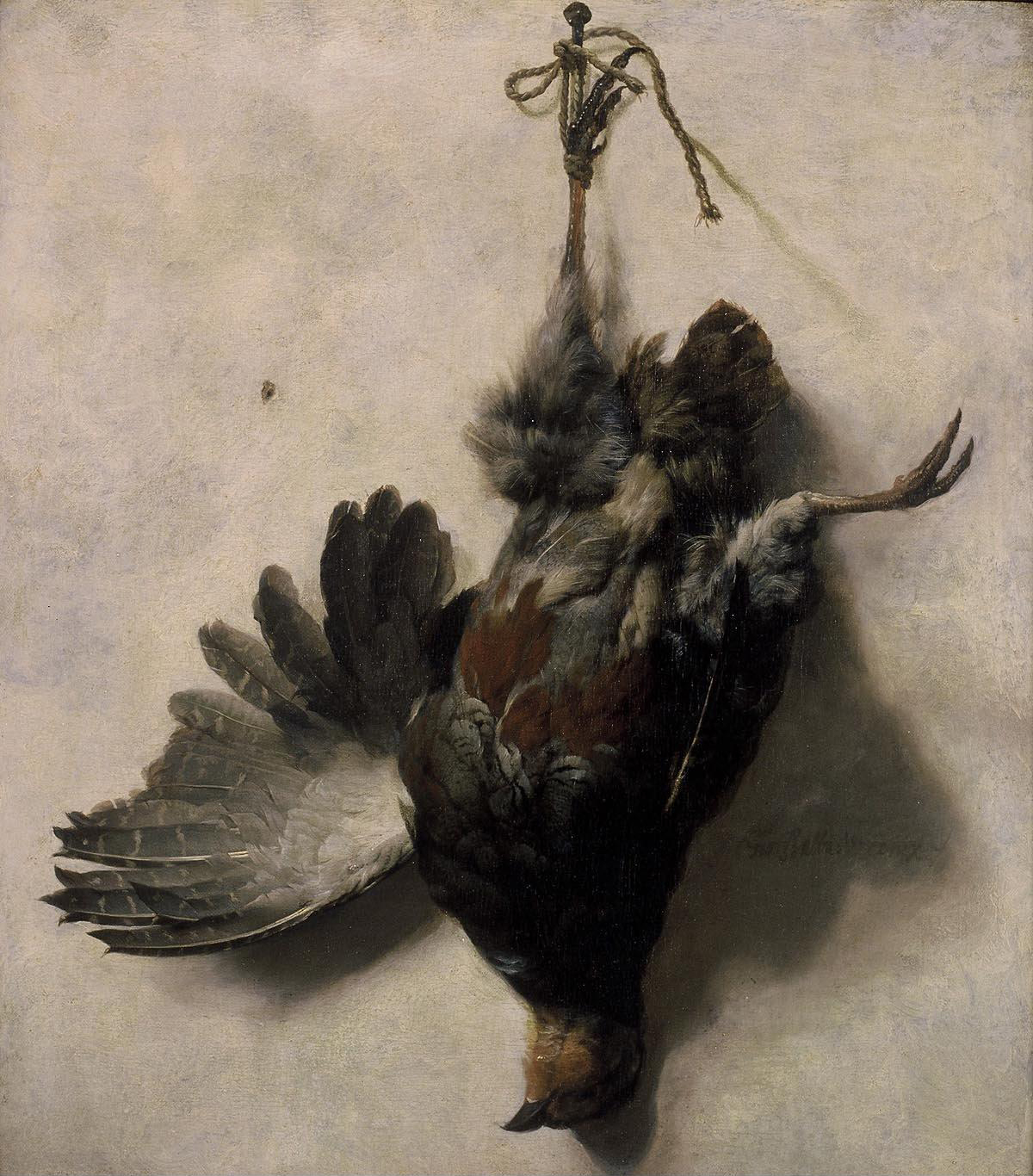
Jan Baptist Weenix: La perdiz muerta (1650-1652).

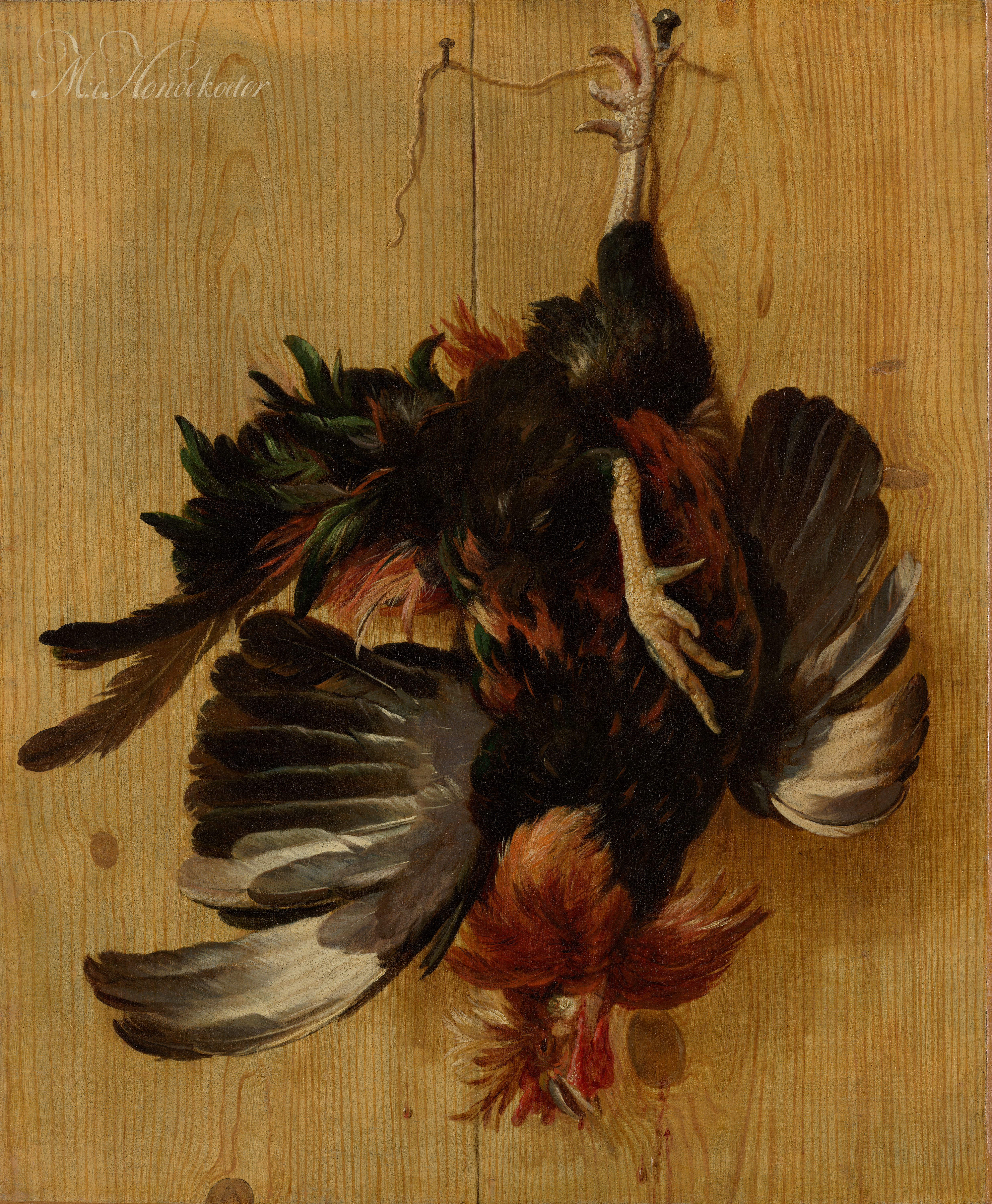
Melchior d'Hondecoeter: El gallo muerto (1670).

## Cuadro de bodegones de Manet
Las naturalezas muertas de Manet -a diferencia de sus composiciones de figuras, a menudo controvertidas- ya eran muy apreciadas durante su vida. Por ejemplo, el crítico de arte Ernest Chesenau adquirió un bodegón de flores del artista ya en 1863, aunque ese mismo año criticó en un artículo "El almuerzo sobre la hierba". En 1868, Odilon Redon llegó a aconsejar al pintor en el periódico "La Gironde" que se limitara a pintar bodegones.
De los 430 cuadros de Manet incluidos en el catálogo razonado Rouart/Wildenstein, más de ochenta son bodegones. Esta quinta parte de la obra completa fue creada durante toda la vida de Manet como pintor. También añadió bodegones a las composiciones de figuras y retratos. Ejemplos conocidos de ello son las grandes obras de Manet La cantante española, El almuerzo sobre la hierba, Desayuno en el estudio, Retrato de Théodor Duret o Un bar del Folies Bergère.
En la naturaleza muerta de la década de 1860, Manet se concentró primero en representar diferentes tipos de frutas o peces, cuyos modelos fueron los pintores holandeses del siglo XVII. También durante la década de 1860 hay algunos bodegones de flores que solo muestran peonías. Estas están en un jarrón o envueltas como ramas individuales, también sobre una mesa. Además de la "Naturaleza muerta con sombrero y guitarra", también la "Naturaleza muerta con conejo" que fue descrita anteriormente y fue inspirada por Chardin, no se identifica con este patrón.
Aparte de algunas naturalezas muertas, fechadas en 1876 y que repiten los motivos de la década de 1860 ya mencionados, Manet no volvió a dedicarse más a la pintura de bodegones hasta 1880. Además de los conocidos cuadros "El jamón" y "El manojo de espárragos", realizó inicialmente una serie de cuadros con motivos frutales antes de especializarse cada vez más en bodegones de flores en el último año de su vida. Junto a la "Naturaleza muerta con conejo" de 1866, las dos naturalezas muertas de caza "Búho real" y "El conejo", pintadas en Versalles en 1881, representan así una excepción en la obra de Manet.

## Las pinturas en serie de Manet
Manet se involucró por primera vez en el tema de las pinturas en serie a comienzos de 1879. En abril de ese año, Manet presentó una propuesta al prefecto del departamento del Sena para embellecer el nuevo ayuntamiento de la ciudad de París con seis escenas urbanas. Los motivos previstos eran "Las salas de mercado", "Los ferrocarriles", "El puerto", "El metro de París", "Las carreras de caballos" y "Los jardines". Sin embargo, Manet no recibió respuesta de la administración municipal y el proyecto no se llevó a cabo.
En el mismo año que los cuadros de Versalles, se crearon dos cuadros de una secuencia planificada de las cuatro estaciones. Aquí, las estaciones individuales debían ser encarnadas por una mujer. La amiga de Manet, Jeanne Demarsy, posó para el cuadro Primavera, mientras que Méry Laurent fue la modelo del Otoño, que también fue terminado. Los motivos Verano e Invierno no fueron iniciados por Manet y se desconoce quién sería su modelo de inspiración.
La serie de cuatro naturalezas muertas de Versalles fue agrupada junto con otras dos obras de Manet como "Seis paneles decorativos" en el inventario de la herencia del artista del 18 de junio de 1883. Los otros dos cuadros son "Florero" de 1877 y "La regadera" de 1880. Aunque estos cuadros tienen casi las mismas dimensiones que la serie de cuadros de Versalles, no tienen ninguna relación reconocible con esta.
La historiadora del arte Ina Conzen ha señalado los enfoques contrastados de Claude Monet y Édouard Manet en lo que respecta a las pinturas en serie: "Capturar el mismo motivo una y otra vez bajo condiciones de iluminación cambiantes no puede ... tener sentido para Manet". A diferencia de Monet, que variaba el mismo motivo en múltiples repeticiones en sus cuadros en serie, las series de Manet se ocupaban de la representación de diferentes motivos que, en su conjunto, trataban un tema. En los bodegones de Versalles, Manet combina dos temas florales con dos representaciones de animales. Los trofeos de caza, que simbolizan la muerte, contrastan con los cuadros del jardín floreciendo, que representan la vida. No se sabe si estas pinturas que tematizan la vida y la muerte estaban destinadas a la decoración de una habitación específica.

## La muerte en las obras de Manet

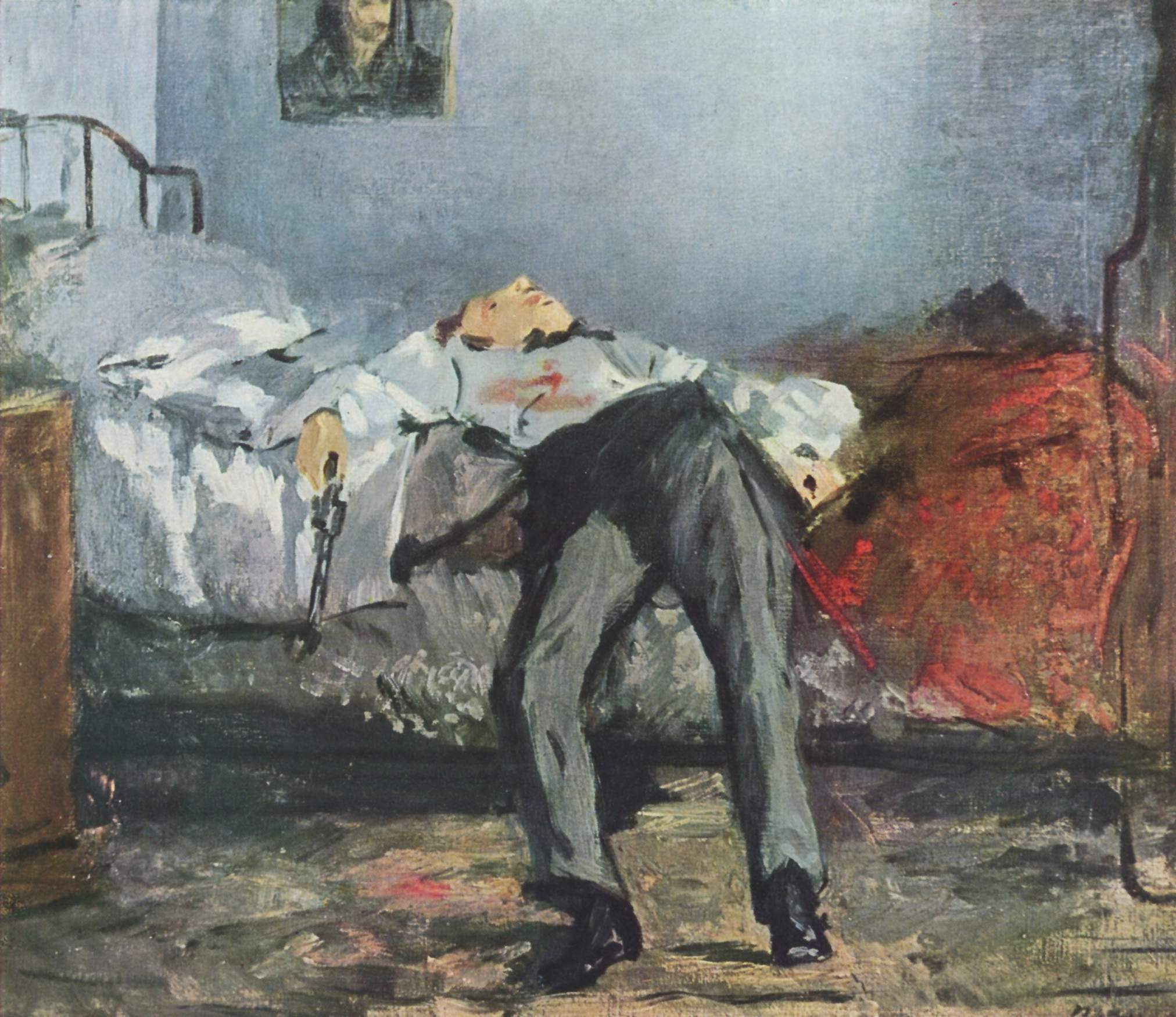
Eduard Manet:
El suicidio creado en 1877-1881.

Manet rara vez trató directamente el tema de la muerte en sus cuadros antes de crear el Búho real muerto. El cuadro "Torero muerto", de 1864, formaba parte inicialmente de una composición más amplia que, sin embargo, no encontró reconocimiento en el Salón de París. En la versión ahora reducida del torero, Manet adoptó una referencia a una composición del siglo XVII que había sido atribuida en aquellos tiempos a Diego Velázquez, a quien Manet admiró durante toda su vida. Ese mismo año pintó "Cristo muerto con dos ángeles", con el que Manet también buscó el éxito en el Salón. Esta pintura también se remonta a los modelos tradicionales. El tercer cuadro de la década de 1860 en el que Manet trató directamente el tema de la muerte fue "La ejecución del emperador Maximiliano", de 1867, del que existen varias versiones. El cuadro, también previsto para el Salón, representa la adaptación moderna de "El 3 de mayo en Madrid" de Francisco de Goya. Las tres obras mencionadas se inscriben en la tradición pictórica y se dirigen a un gran público sin revelar nada de la vida privada de Manet.
La situación es diferente con la obra "El funeral", pintada entre 1867 y 1870, en la que Manet representa presumiblemente el cortejo fúnebre de su amigo Charles Baudelaire. Le siguen varias obras gráficas de 1871 que representan escenas de la época de la Comuna de París. Unos diez años más tarde, pintó "El suicidio", que posiblemente se basa en el poema "La Corde" de Baudelaire. El cuadro muestra a un hombre vestido con traje de noche tumbado en una cama con una pistola en la mano. No se sabe si Manet, en vista del enorme deterioro de su salud durante los últimos años de su vida, se planteó el suicidio para sí mismo.
Tanto las cartas de Manet como las declaraciones de sus contemporáneos dejan claro que Manet estaba sujeto a considerables cambios de humor al final de su vida. Por un lado, se resigna a que la aparición gradual del éxito le llegue demasiado tarde; por otro, no deja de hacer planes para nuevos proyectos. Como muchas de las naturalezas muertas de Manet, el cuadro "Búho real muerto" también representa la fugacidad de la vida. A diferencia de los cuadros de flores, la referencia a la muerte es clara en este cuadro. Sin embargo, esto se contrasta con el estilo vivaz del cuadro.

## Procedencia
El cuadro "Búho real muerto" se encontraba en el estudio de Manet tras su muerte, el 30 de abril de 1883, y recibió el número 83 en el inventario de su patrimonio. En la subasta de sus obras, celebrada los días 4 y 5 de febrero de 1884 en la casa de subastas Hôtel Drouot de París, el coleccionista de la Narde compró el cuadro por 380 francos. Más tarde estuvo en la colección de L.-H. Colección Devillez y en otra colección de Bruselas cuyo nombre se desconoce. El 27 de noviembre de 1948, el cuadro se ofreció en una subasta de la Galería Giroux de Bruselas (catálogo n.º 39). El cuadro llegó finalmente al mercado de arte suizo a través de los comerciantes de arte Seligmann de París y Christoph Bernoulli de Basilea. Bernoulli lo vendió en 1955 por 100.000 francos suizos a Emil Georg Bührle. Tras la muerte del coleccionista al año siguiente, el cuadro quedó inicialmente en posesión de la familia. La familia transfirió entonces el cuadro y otras siete obras de Manet, junto con gran parte de la colección del fallecido, a la Fundación de la Colección E. G. Bührle, que está abierta al público como museo desde 1960.